# Sokoagung
Sokoagung is een bestuurslaag in het regentschap Purworejo van de provincie Midden-Java, Indonesië. Sokoagung telt 1898 inwoners (volkstelling 2010).